# Hypoxestus roeweri
Hypoxestus roeweri is een hooiwagen uit de familie Assamiidae.